# Oscar Coullery
Oscar Antonio Coullery (Chajarí, 13 de abril de 1953) es un exfutbolista argentino; se desempeñaba en la posición de centrocampista y su primer club fue Newell's Old Boys de Argentina. Cuenta con la particularidad de haber jugado también en el clásico rival de éste, Rosario Central.

## Carrera
Su debut en el primer equipo leproso se produjo el 11 de noviembre de 1973 en un partido ante Juventud Antoniana (triunfo 4-2) por el Torneo Nacional, el cual terminaría con Rosario Central como campeón; Coullery disputó 7 partidos en el certamen y marcó 2 goles (a Racing Club y San Lorenzo de Almagro). Durante 1974 jugó solo 9 encuentros, pero aun así integró el equipo que obtuvo el título en el Campeonato Metropolitano. Durante el año siguiente repitió la escasa participación y al finalizarlo fue transferido.
En 1976 pasó a las filas de San Martín de Tucumán, equipo con el que disputó el Campeonato Nacional; allí logró continuidad, habiendo jugado los 16 partidos del Santo en el torneo, aunque la prestación del conjunto fue pobre al haber cosechado solamente 7 puntos.
En 1977 retornó a Rosario, pero para cruzar de vereda y vestir la casaca de Rosario Central. Su primer partido oficial fue el empate en dos goles ante Independiente de Avellaneda el 6 de marzo por la 2.ª jornada del Campeonato Metropolitano; durante esta temporada fue habitual alternativa en el mediocampo, acumulando 32 presencias y un gol. Para 1978 ganó mayor participación compartiendo la línea con Carlos Aimar, Víctor Mancinelli, Miguel Ángel Manzi y Hugo Zavagno. En el clásico de la 14.ª fecha del Metro de ese año le marcó un gol a su exequipo Newell's en la victoria 3-1 del canalla; a pesar de ejercer Central la localía, el partido se jugó en cancha de Newell's, ya que el Gigante de Arroyito se encontraba en la última fase de su remodelación de cara a la Copa Mundial de Fútbol de 1978. Tras la salida de Carlos Timoteo Griguol del cargo de entrenador y la llegada de Ángel Tulio Zof, Coullery no encontró lugar en el esquema del nuevo técnico que construyó la denominada Sinfónica, jugando un solo partido durante 1979. Totalizó en su paso por Central 65 encuentros y 3 goles.

En 1980 se sumó a Argentinos Juniors, equipo con el que sumó 8 presencias. Al año siguiente retornó a Newell's y tuvo gran participación durante el Metropolitano. Posteriormente se sumó a otro equipo rosarino, Renato Cesarini, con el cual participó de los Nacionales 1982 y 1983, acumulando 20 partidos y dos goles.

## Clubes
| Club                  | País      | Año       |
| --------------------- | --------- | --------- |
| Newell's Old Boys     | Argentina | 1973-1975 |
| San Martín de Tucumán | Argentina | 1976      |
| Rosario Central       | Argentina | 1977-1979 |
| Argentinos Juniors    | Argentina | 1980      |
| Newell's Old Boys     | Argentina | 1981      |
| Renato Cesarini       | Argentina | 1982-1983 |

## Palmarés

### Torneos nacionales oficiales
| Título           | Equipo            | País      | Año    |
| ---------------- | ----------------- | --------- | ------ |
| Primera División | Newell's Old Boys | Argentina | M-1974 |